# 여주읍
여주읍(驪州邑)은 1941년 10월 1일부터 2013년 9월 22일까지 존재한 여주군의 읍이었다. 여주군의 중앙부에 위치하여 행정 · 교통 · 산업의 중심을 이루었다. 2013년 9월 23일에 여주시 설치와 함께 폐지되었으며, 현재의 행정구역은 중앙동, 오학동, 여흥동으로 나뉘었다.
과거에는 쌀 · 잡곡 · 콩 · 소 등 농축산물의 집산지였으며, 도자기 공장도 이 지역에 위치하였다. 1972년까지 수려선의 종착지였다. 부근에는 백제 자사왕(姿娑王) 때에 축성한 자사성의 성지, 명성황후의 출생지인 능촌, 하리와 창리의 삼층석탑, 여주 절경의 하나인 청심루지, 신라 예술의 정수를 다한 미의 극치라고 하는 오층벽탑, 건축의 미술적 가치가 지극히 높은 신륵사 조사당과 구룡루 등이 있다.

## 행정 구역

### 법정리
- 가업리
- 교리
- 능현리
- 단현리
- 멱곡리
- 매룡리
- 삼교리
- 상거리
- 상리
- 신진리
- 연라리
- 연양리
- 오금리
- 오학리
- 우만리
- 월송리
- 점봉리
- 창리
- 천송리
- 하거리
- 하리
- 현암리
- 홍문리

## 주요 기관

### 관공서
- 여주군청(현.여주시청)
- 여주읍사무소(현.여흥동 주민센터)
- 여주경찰서
  - 여주경찰서 흥문지구대
- 여주소방서
- 수원지방법원 여주지원
- 수원지방검찰청 여주지청

### 교육 기관
- 여주초등학교
- 여흥초등학교
- 연라초등학교
- 능서초등학교
- 능북초등학교
- 세종초등학교
- 오학초등학교
- 여주중학교
- 여주여자중학교
- 여강중학교
- 창명여자중학교
- 여주고등학교
- 여주여자고등학교
- 여강고등학교
- 창명여자고등학교
- 대신고등학교
- 여주제일고등학교
- 여주자연농업고등학교
- 여주농업경영전문학교
- 여주대학교

### 의료 기관
- 여주군보건소

## 교통

### 버스
- 여주종합버스터미널

### 도로
- 영동고속도로 여주 나들목
- 국도 제37호선
- 국도 제42호선
- 지방도 제333호선
- 지방도 제345호선